# La Fin d'un tueur
Pour plus de détails, voir Fiche technique et Distribution.
La Fin d'un tueur (The Dark Past) est un film américain en noir et blanc réalisé par Rudolph Maté, sorti en 1948.
Il s’agit du remake du film L'Étrange Rêve (1939).

## Synopsis
Le tueur évadé Al Walker et sa bande, prennent en otage la famille du psychanalyste Andrew Collins et leurs amis. Pour essayer de comprendre les raisons de son comportement criminel, le médecin tente de discuter avec lui afin de découvrir quels sont ses traumatismes inconscients.

## Fiche technique
- Titre original : The Dark Past
- Titre français : La Fin d'un tueur
- Réalisation : Rudolph Maté
- Scénario : Malvin Wald, Oscar Saul, Philip MacDonald, Michael Blankfort, Albert Duffy, d'après la pièce Blind Alley de James Warwick (1935)
- Direction artistique : Cary Odell
- Costumes : Jean Louis (robes)
- Photographie : Joseph Walker
- Montage : Viola Lawrence
- Musique : George Duning
- Son : George Cooper
- Production : Buddy Adler
- Société de production et de distribution : Columbia Pictures
- Pays de production : États-Unis
- Langue originale : anglais
- Format : noir et blanc —  35 mm — 1.37:1 — son : Mono  (Western Electric Recording)
- Genre : film noir, Thriller
- Durée : 74 minutes
- Dates de sortie :
  - États-Unis : 22 décembre 1948 (New York City)
  - États-Unis : 27 février 1949
  - France : 24 janvier 1950

## Distribution
- William Holden : Al Walker
- Nina Foch : Betty
- Lee J. Cobb : Dr Andrew Collins
- Adele Jergens : Laura Stevens
- Stephen Dunne : Owen Talbot
- Lois Maxwell : Ruth Collins
- Berry Kroeger : Mike
- Steven Geray : le professeur Fred Linder
- Wilton Graff : Frank Stevens
- Robert Osterloh : Pete
- Kathryn Card : Nora
- Merrill McCormick : Passager du bus